# Kristus lever, fri och stark
Kristus lever, fri och stark är en psalm med text skriven 1979 av Britt G. Hallqvist efter Michael Weisse 1531 och Catherine Winkworth 1858. Musiken är skriven 2003 av Torgny Erséus.

## Publicerad som
- Psalmer och Sånger 1987 som nummer 816 under rubriken "Kyrkoåret - Påsk".[1]